# Frybread Face and Me
Frybread Face and Me ist ein Filmdrama von Billy Luther, das im März 2023 beim South by Southwest Film Festival seine Premiere feierte und im November 2023 in das Programm von Netflix aufgenommen wurde.

## Handlung
Wir schreiben das Jahr 1990. Benny wächst in San Diego auf und hört Fleetwood Mac. In diesem Sommer verlangen seine Eltern von ihm, seiner Großmutter Lorraine auf ihrer Schaffarm in einem Reservat in Arizona bei der Arbeit zu helfen. Hier macht er die Bekanntschaft seiner Cousine Dawn, die auch Frybread Face genannt wird. Die pummelige 11-Jährige ist ein echter Wildfang. Benny hat noch nie zuvor jemanden wie sie kennengelernt. Er lernt von ihr die Navajo-Sprache und etwas über die Traditionen seiner Vorfahren. Alles entwickelt sich für Benny und Fry zu einem unvergesslichen Sommer.

## Produktion
Regie führte Billy Luther, der auch das Drehbuch schrieb. Er ist Native American und hat Navajo, Hopi und Laguna Pueblo unter seinen Vorfahren. Sein Dokumentarfilm Miss Navajo feierte beim Sundance Film Festival 2007 seine Premiere und wurde im selben Jahr in den USA im Format Independent Lens von PBS gezeigt. Sein zweiter Dokumentarfilm Grave wurde vier Jahre später beim Sundance Film Festival gezeigt.
Bei Frybread Face and Me handelt es sich um sein Spielfilmdebüt. Wie Benny in seinem Film wuchs Luther in San Diego auf. So hat der Film viele autobiografische Züge. Er bezeichnet sich selbst als "multi-tribal", weswegen auch seine Identität etwas gewesen sei, das ihn bereits als Kind vor besondere Herausforderungen stellte. Die Leute neigten dazu, „Native Americans“ in eine Schublade zu stecken. Sie würden nicht erkennen, dass Stämme unterschiedliche Sprachen, Glaubenssysteme und Schöpfungsgeschichten haben. "Es hat nicht geschadet, dass ich eine bunte Familie hatte, die mir jede Menge tolles Material gab, mit dem ich arbeiten konnte", so der Regisseur. Bereits in den Sommern, die er mit meinen Großeltern in verschiedenen Reservaten verbrachte, hatte er Kurzgeschichten geschrieben.

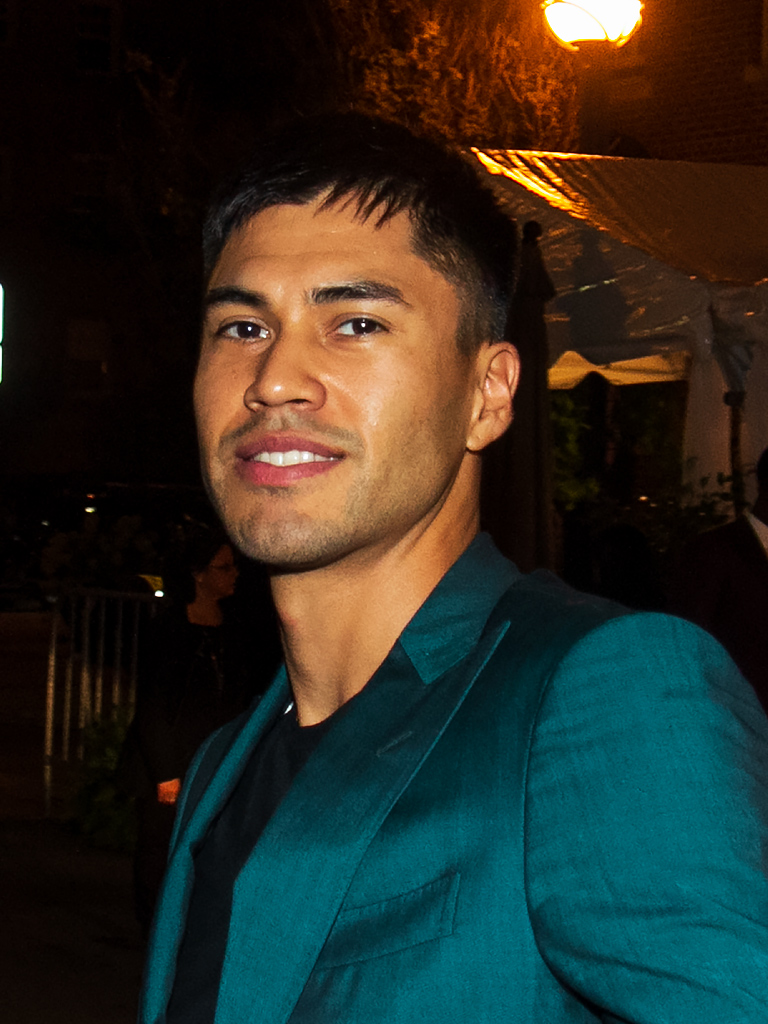
Martin Sensmeier spielt Bennys Onkel Marvin

Keir Tallman spielt Benny, Charley Hogan seine Cousine Fry und Sarah H. Natani deren gemeinsame Großmutter Lorraine. Kahara Hodges ist in der Rolle von Tante Lucy und Martin Sensmeier in der Rolle von Marvin zu sehen. MorningStar Angeline spielt Bennys Mutter Ann und Jeremiah Bitsui Onkel Roger.
Gedreht wurde ab Juni bis Spätsommer 2021, unter anderem in New Mexico. Als Kameramann fungierte Peter Simonite, der zuvor für Filme wie The Perfect Guy und Voice from the Stone tätig war.
Die Filmmusik komponierte Ryan Beveridge. Das Soundtrack-Album mit insgesamt 13 Musikstücken wurde im März 2024 von Pigeon Man Records als Download veröffentlicht.
Der Film feierte am 11. März 2023 beim South by Southwest Film Festival seine Premiere. Im September 2023 wurde er beim Toronto International Film Festival gezeigt. Am 24. November 2023 kam der Film in ausgewählte US-Kinos und wurde in das Programm von Netflix aufgenommen. Eine Veröffentlichung im Vereinigten Königreich und in Irland erfolgte am gleichen Tag.

## Rezeption

### Kritiken
Von den bei Rotten Tomatoes aufgeführten Kritiken sind 97 Prozent positiv bei einer durchschnittlichen Bewertung mit 7,4 von 10 möglichen Punkten.

### Auszeichnungen
Mill Valley Film Festival 2023
- Auszeichnung mit dem Publikumspreis – Familienfilme[11]